# ایلماری یودیلاینن
ایلماری یوتیلاینِن (۲۱ فوریه ۱۹۱۴ در لیسکا - ۲۱ فوریه ۱۹۹۹ در توسولا) استوار یکم خلبان جنگنده اف۲ای بوفالو نیروی هوایی فنلاندبین سال‌های ۱۹۳۲ تا ۱۹۴۷ و برترین خلبان غیر آلمانی در تمام دوران بود.

## پیشینه جنگی

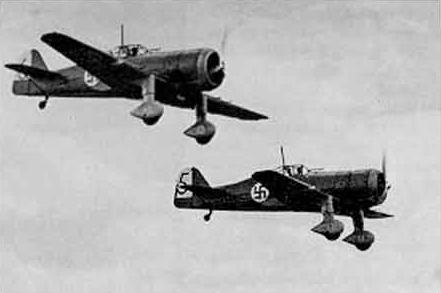
هواپیمای فوکر D.XXI در نیروی هوایی فنلاند در طول جنگ جهانی دوم. یوتیلاینن با پرواز با این نوع هواپیما، دو پیروزی انفرادی به علاوه یک پیروزی مشترک به دست آورد.

در جنگ زمستان بین سال‌های ۱۹۳۹ تا ۱۹۴۰ و در خلال جنگ جهانی دوم بین سال‌های ۱۹۴۱ تا ۱۹۴۴ وی با کسب ۹۴ پیروزی تأیید شده در جنگ هوایی طی ۴۳سورتی پرواز، برترین خلبان تاریخ نیروی هوایی فنلاند شناخته می‌شود.

## نشان‌ها
در موزه نظامی فنلاند متعلق دانشگاه دفاع ملی فنلاند، اسنادی موجود است که ایلماری یوتیلاینن مدعی کسب ۱۲۴ پیروزی هوایی بوده‌است.
یوتیلاینن در دوران خدمت نظامی موفق با دریافت ۶ نشان ممتاز جنگی از جمله نشان صلیب مانرهیم دوبار و نشان صلیب آزادی، فنلاند دوبار و نشان صلیب آهنین دوبار شد.

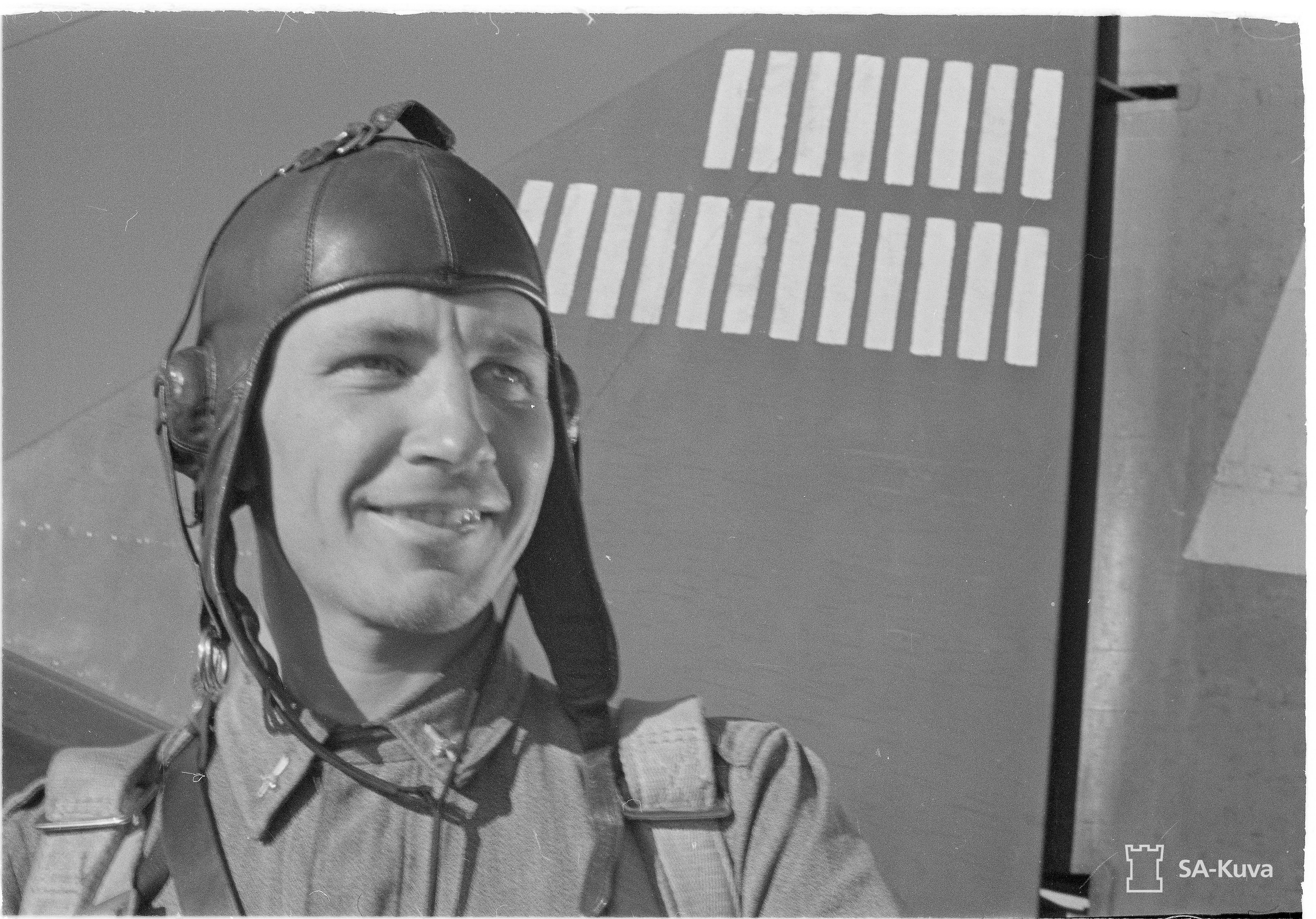
ایلماری یوتیلاینن در جنگ پس‌آیند. ۲۶ ژوئن ۱۹۴۲.